# Espadon (sommergibile)
L'Espadon è stato un sommergibile appartenente alla Marine nationale, ottava unità della classe Requin. Fu varato dall'arsenale di Tolone nel maggio 1926. Unità con un lungo servizio di routine, nel 1941 entrò in disarmo a Biserta e fu catturato dagli italo-tedeschi alla fine del 1942; passato alla Regia Marina, fu mandato a fondo dagli stessi italiani a Castellammare di Stabia il 13 settembre 1943, per evitare che i tedeschi lo catturassero.

## Caratteristiche tecniche
L'Espadon era lungo 78,3 metri e poteva operare fino a una profondità di 80 metri. In emersione aveva un dislocamento a pieno carico di 1 168 tonnellate ed era spinto da due motori Diesel (Sulzer o Schneider et Cie) che sviluppavano 2 900 shp e garantivano un'autonomia di 6 650 miglia a 10 nodi (12 316 chilometri a 19 km/h). In immersione la spinta era invece fornita da due 2 motori elettrici (1 800 shp) con una molto più modesta autonomia di 105 miglia a 5 nodi (1 945 chilometri a 9,5 km/h). L'armamento era articolato su dieci tubi lanciasiluri da 550 mm, un cannone da 100 mm e un paio di mitragliatrici. L'equipaggio era di 54 uomini.

## Servizio operativo
Il sommergibile Espadon (nome francese del pesce spada) fu ordinato nel programma navale della Marine nationale del 1923, inizialmente con il denominativo "Q129". La sua chiglia fu impostata nel cantiere navale dell'arsenale di Tolone il 1º ottobre 1923 e il varo avvenne il 28 maggio 1926; fu completato il 16 dicembre 1927.
Assegnato alle acque dell'Impero coloniale francese d'Africa, negli anni successivi espletò un regolare servizio di addestramento intervallato da pattugliamenti. Tra il 1935 e il 1937 andò incontro a una manutenzione completa, al ricambio delle logorate macchine e all'aggiunta di una mitragliatrice pesante da 13 mm sulla falsatorre, al posto delle due originarie mitragliatrici da 8 mm. Con l'inizio della seconda guerra mondiale nel settembre 1939, l'Espadon e gli altri esemplari della classe condussero crociere di vigilanza al largo dell'Africa e anche nel mar Mediterraneo, in collaborazione con la Royal Navy. Il 22 giugno 1940 la Francia siglò l'armistizio con la trionfante Germania nazista e due giorni dopo anche con l'Italia fascista. Nei termini della resa l'Espadon, che si trovava agli ormeggi a Biserta con svariati altri sommergibili, dovette rimanere fermo in porto e fu posto in disarmo nell'aprile 1941. Nel novembre-dicembre 1942 l'Asse occupò il protettorato tunisino e i tedeschi si appropriarono dell'Espadon e di altri tre battelli della classe, che cedettero l'8 dicembre agli alleati italiani. La Regia Marina ridenominò l'Espadon come FR 114 e lo trainò a Castellammare di Stabia e cercò di rimetterlo in piena efficienza, ma l'unità era malridotta e obsolescente, tanto che gli italiani rinunciarono a farne uso. L'8 settembre fu reso pubblico l'armistizio di Cassibile: il vecchio Espadon, lasciato in disparte, fu catturato dai tedeschi poco più tardi ma, il 13 settembre, lo mandarono a fondo in porto, dato che non avevano modo di spostarlo in qualche altra zona sotto il proprio controllo.
Secondo altre fonti, invece, fu il personale italiano ad autoaffondare il sommergibile il 13 settembre. I tedeschi l'avrebbero poi recuperato, ma solo per abbandonarlo di lì a pochi giorni quando ripiegarono dinanzi all'avanzata anglo-statunitense da Salerno e dalla Puglia.